# Cilicia Flexus
Il Cilicia Flexus è una struttura geologica della superficie di Europa.